# Kosht.com
KOSHT.com — белорусский интернет-портал, существовавший с 1999 года по 2015 год. Являлся популярным в Байнете поисковиком по ценам. Состоял из каталога цен, доски бесплатных объявлений, банка вакансий и резюме, каталога фирм, форумов и сайта новостей. Специализировался на IT-тематике и проблемах малого/среднего бизнеса.

## История
Создателями сайта Kosht.com стали два выпускника конструкторско-технологического факультета БГУИР — Дмитрий Качановский и Илья Трощенков. Основная идея состояла в том, что в Байнете не хватало сайта, на котором потенциальный покупатель мог бы знакомиться с регулярно обновляемыми сводными таблицами товаров и цен от разных продавцов.
Летом 1999 года Качановский и Трощенков вместе работали в ЗАО «Сота», которое специализировалось на продаже компьютеров и комплектующих. Илья был руководителем розничного отдела, знал бухгалтерию и законодательство. Дмитрий работал инженером по обслуживанию и эксплуатации ПЭВМ.
В качестве базовой услуги предлагалась возможность для фирм-продавцов размещать свои прайс-листы и ежедневно обновлять в них информацию. Таким образом, ежедневно посетители могли видеть, что, у кого и сколько стоит. Первоначальные затраты на запуск проекта составили около 5 000 долларов. В эту сумму входила стоимость подержанного сервера, пары подержанных же компьютеров, принтера, затраты на интернет и аренда помещения.
16 августа 1999 года было приобретёно доменное имя kosht.com а 25 сентября запущена первая версия сайта. В первые месяцы работы KOSHT.com представлял собой несколько набранных вручную в программе Microsoft Excel таблиц. В момент открытия прайс-листы состояли из 276 предложений от двух компаний.
В мае 2000 года по адресу job.kosht.com начал работу новый раздел — «Банк вакансий и резюме». В марте 2002 года появились «Доска частных объявлений» (bu.kosht.com) и форумы.
В 2003 году сайт начал обеспечивать автоматический приём платежей за услуги посредством платежей через стационарную телефонную сеть Белоруссии.
В 2006 году был произведён редизайн сайта.
В марте 2007 года на портале начала работу собственная служба информации news.kosht.com — новости, тесты, аналитика интервью, комментарии экспертов.
В 2008 году произошёл очередной рестайлинг сайта.
В мае 2009 года был открыт каталог компаний firms.kosht.com — путеводитель по белорусскому IT-бизнесу.
С 25 августа 2009 года была внедрена система оплаты частных объявлений на bu.kosht.com с помощью SMS-сообщений.
К десятилетию создания портала 25 сентября 2009 года была запущена версия для мобильных устройств.
В мае-июне 2011 года ООО «КОШТпроект» было преобразовано, один из основателей Дмитрий Качановский перешёл на другую работу. Новая форма собственности — индивидуальный предприниматель Трощенков И. В.. С 2016 года при попытке зайти на сайт kosht.com происходит перенаправление на «Первый каталог» (доменное имя 1k.by). Последний сохранившийся архивный образ сайта kosht.com датируется 30 декабря 2015 года.

## Символика
Фирменный герой портала — зелёный заяц. Автор рисунка — минский художник Вячеслав Корзун.

## Разделы
На ноябрь 2009 года на портале Kosht.com существовали следующие разделы:
- справочник по ценам на компьютеры, комплектующие, бытовую технику и мобильные телефоны — «Цены Дня»,
- служба новостей,
- система частных объявлений «Б/У на КОШТе»,
- банк вакансий и резюме,
- форумы,
- каталог компаний.

## Статистика
По состоянию на январь 2010 года по данным счётчика Акавита:
- Средняя посещаемость KOSHT.com — 8737 посетителей в сутки. При этом 69 % аудитории — из Белоруссии.
- В месяц посетители просматривали более 1 580 000 страниц.

По общему среднесуточному рейтингу занимал примерно 25-29 место в Белоруссии.
По данным Google Analytics число посетителей сайта колебалось от 10 400 до 21 200, число просмотров страниц — от 36 до 74 тысяч в сутки.
На портале публиковалась следующая информация:
- «Каталог цен» включал в себя около 236 тысяч предложений от 200 компаний.
- В новостной ленте ежемесячно публиковалось более 600 новостей и обзоров.
- В разделе частных объявлений публиковалос более 1 000 объявлений в сутки.
- В «Банке вакансий и резюме» размещалось примерно 4 000 объявлений в месяц.
- В «Каталоге компаний» было представлено более 1 000 белорусских фирм и организаций, работавших на рынке электроники.

На ноябрь 2015 года по данным счётчика Акавита средне число посетителей составило 3690 человек в день, за месяц они просматривали почти 437 000 страниц.

## Общественная деятельность
KOSHT.com был постоянным информационным партнером различных белорусских ИТ-мероприятий и выставок, таких как TIBO, PTS и другие.
В ноябре 2006 года совместно с детской государственной газетой «Зорька» был проведен конкурс «Компьютер будущего будет таким!», в котором принимали участие воспитанники домов-интернатов.
В 2008 году был к началу учебного года был запущен социальный проект «Школьный базар», где собрана информация в помощь родителям по выбору техники для учеников.

## Награды
- Белорусский Интернет-Форум by`2004: приз в номинации «проект года»[20].